# Lijst van voetbalinterlands Congo-Kinshasa - Ethiopië
Deze lijst van voetbalinterlands is een overzicht van alle officiële voetbalwedstrijden tussen de nationale teams van Congo-Kinshasa en Ethiopië. De landen hebben tot op heden zeven keer tegen elkaar gespeeld. De eerste ontmoeting was een halve finale tijdens de Afrika Cup 1968 in Addis Abeba op 19 januari 1968. Het laatste duel, een kwalificatiewedstrijd oor de Afrika Cup 2025, werd gespeeld op 19 november 2024 in Kinshasa.

## Wedstrijden
| № | Plaats        | Datum            | Competitie                           | Wedstrijd                 | Uitslag |
| - | ------------- | ---------------- | ------------------------------------ | ------------------------- | ------- |
| 1 | Addis Abeba   | 19 januari 1968  | Afrika Cup 1968                      | Ethiopië − Congo-Kinshasa | 2 − 3   |
| 2 | Addis Abeba   | 12 april 2000    | Vriendschappelijk                    | Ethiopië − Congo-Kinshasa | 1 − 2   |
| 3 | Kinshasa      | 29 april 2007    | Afrika Cup 2008 kwalificatie         | Congo-Kinshasa − Ethiopië | 2 − 0   |
| 4 | Addis Abeba   | 1 juni 2007      | Afrika Cup 2008 kwalificatie         | Ethiopië − Congo-Kinshasa | 1 − 0   |
| 5 | Butare        | 17 januari 2016  | African Championship of Nations 2016 | Congo-Kinshasa − Ethiopië | 3 − 0   |
| 6 | Dar es Salaam | 9 september 2024 | Afrika Cup 2025 kwalificatie         | Ethiopië − Congo-Kinshasa | 0 − 2   |
| 7 | Kinshasa      | 19 november 2024 | Afrika Cup 2025 kwalificatie         | Congo-Kinshasa − Ethiopië | 1 − 2   |

## Samenvatting
| Competitie                      | Totaal gespeeld | Winst Congo-Kinshasa | Gelijk | Winst Ethiopië | Doelsaldo Congo-Kinshasa – Ethiopië |
| ------------------------------- | --------------- | -------------------- | ------ | -------------- | ----------------------------------- |
| Afrika Cup                      | 1               | 1                    | 0      | 0              | 3 − 2                               |
| Afrika Cup-kwalificatie         | 4               | 2                    | 0      | 2              | 5 − 3                               |
| African Championship of Nations | 1               | 1                    | 0      | 0              | 3 − 0                               |
| Vriendschappelijk               | 1               | 1                    | 0      | 0              | 2 − 1                               |
| Totaal                          | 7               | 5                    | 0      | 2              | 13 − 6                              |

Wedstrijden bepaald door strafschoppen worden, in lijn met de FIFA, als een gelijkspel gerekend.
FECOFA · Bondscoaches · Selecties · A-internationals · Vrouwenelftal van Congo-Kinshasa
1960 – 1969 ·
1970 – 1979 ·
1980 – 1989 ·
1990 – 1999 ·
2000 – 2009 ·
2010 – 2019 ·
2020 – 2029
AC 1965 ·
AC 1968 ·
AC 1970 ·
AC 1972 ·
AC 1974 ·
WK 1974 ·
AC 1976 ·
AC 1988 ·
AC 1992 ·
AC 1994 ·
AC 1996 ·
AC 1998 ·
AC 2000 ·
AC 2002 ·
AC 2004 ·
AC 2006 ·
AC 2013
1963 ·
1964 · 
1965 ·
1966 · 
1967 ·
1968 · 
1969 ·
1970 · 
1971 ·
1972 · 
1973 ·
1974 · 
1975 · 
1976 ·
1977 · 
1978 ·
1979 ·
1979 · 
1980 ·
1980 · 
1981 ·
1982 ·
1983 ·
1984 · 
1985 ·
1986 · 
1987 ·
1988 · 
1989 ·
1990 · 
1991 ·
1992 · 
1993 ·
1994 · 
1995 ·
1996 · 
1997 ·
1998 · 
1999 ·
2000 · 
2001 ·
2002 · 
2003 ·
2004 · 
2005 · 
2006 ·
2007 · 
2008 ·
2009 · 
2010 · 
2011 ·
2012 · 
2013 · 
2014 ·
2015 ·
2016 ·
2017 ·
2018 ·
2019 ·
2020 ·
2021 ·
2022 ·
2023
Algerije ·
Angola ·
Bahrein ·
Benin ·
Botswana ·
Brazilië ·
Burkina Faso ·
Burundi ·
Centraal-Afrikaanse Republiek ·
China ·
Congo-Brazzaville ·
Djibouti ·
Egypte ·
Equatoriaal-Guinea ·
Ethiopië ·
Gabon ·
Gambia ·
Ghana ·
Guinee ·
Irak ·
Ivoorkust ·
Joegoslavië ·
Kaapverdië ·
Kameroen ·
Kenia ·
Lesotho ·
Liberia ·
Libië ·
Madagaskar ·
Malawi ·
Mali ·
Marokko ·
Mauritanië ·
Mauritius ·
Mexico ·
Mozambique ·
Namibië ·
Nieuw-Zeeland ·
Niger ·
Nigeria ·
Oeganda ·
Oman ·
Qatar ·
Roemenië ·
Rwanda ·
Saoedi-Arabië ·
Schotland ·
Senegal ·
Seychellen ·
Sierra Leone ·
Soedan ·
Swaziland ·
Tanzania ·
Togo ·
Tsjaad ·
Tunesië ·
Zambia ·
Zimbabwe ·
Zuid-Afrika ·
Zuid-Soedan
EFF · 
A-internationals · 
Ethiopisch vrouwenelftal · Olympisch elftal
1940 – 1949 · 
1950 – 1959 · 
1960 – 1969 · 
1970 – 1979 · 
1980 – 1989 · 
1990 – 1999 · 
2000 – 2009 · 
2010 – 2019 ·
2020 − 2029
Algerije ·
Angola ·
Benin ·
Botswana ·
Burkina Faso ·
Burundi ·
Centraal-Afrikaanse Republiek ·
Comoren ·
Congo-Brazzaville ·
Congo-Kinshasa ·
Djibouti ·
Egypte ·
Ghana ·
Griekenland ·
Guinee ·
Guinee-Bissau ·
Guyana ·
Israël ·
Ivoorkust ·
Jemen ·
Joegoslavië ·
Kaapverdië ·
Kameroen ·
Kenia ·
Lesotho ·
Liberia ·
Libië ·
Madagaskar ·
Malawi ·
Mali ·
Marokko ·
Mauritanië ·
Mauritius ·
Mozambique ·
Namibië ·
Niger ·
Nigeria ·
Oeganda ·
Rwanda ·
Sao Tomé en Principe ·
Senegal ·
Seychellen ·
Sierra Leone ·
Soedan ·
Somalië ·
Tanzania ·
Togo ·
Tsjaad ·
Tunesië ·
Turkije ·
Zambia ·
Zimbabwe ·
Zuid-Afrika ·
Zuid-Jemen ·
Zuid-Soedan